# Oktomberi (Gulripshi)
Oktomberi (en georgiano: ოქტომბერი; en armenio: Օքտոմբեր) o Barial (en abjasio: Бариал) es una aldea que pertenece a la parcialmente reconocida República de Abjasia, parte del distrito de Gulripshi, aunque de iure pertenece al municipio de Gulripshi de la República Autónoma de Abjasia de Georgia.

## Toponimia
Hasta el 3 de septiembre de 1948, la aldea se denominaba Olginskoe (en georgiano: ოლგინსკოე).

## Geografía
Oktomberi se encuentra en las estribaciones de los montes de Abjasia, al pie de la montaña Adagua. La aldea se encuentra a 20 km de Gulripshi y se administra desde el pueblo de Tsebelda. 

## Historia
Los armenios llegaron de los pueblos circundantes de Trebisonda en 1896. 

## Demografía
Antes de la guerra de Abjasia, la mayoría de la población local eran georgianos, armenios, griegos y rusos.

## Economía
Los habitantes se dedican al cultivo de tabaco, maíz, horticultura, ganadería y producción lechera. 